# 特熱邦

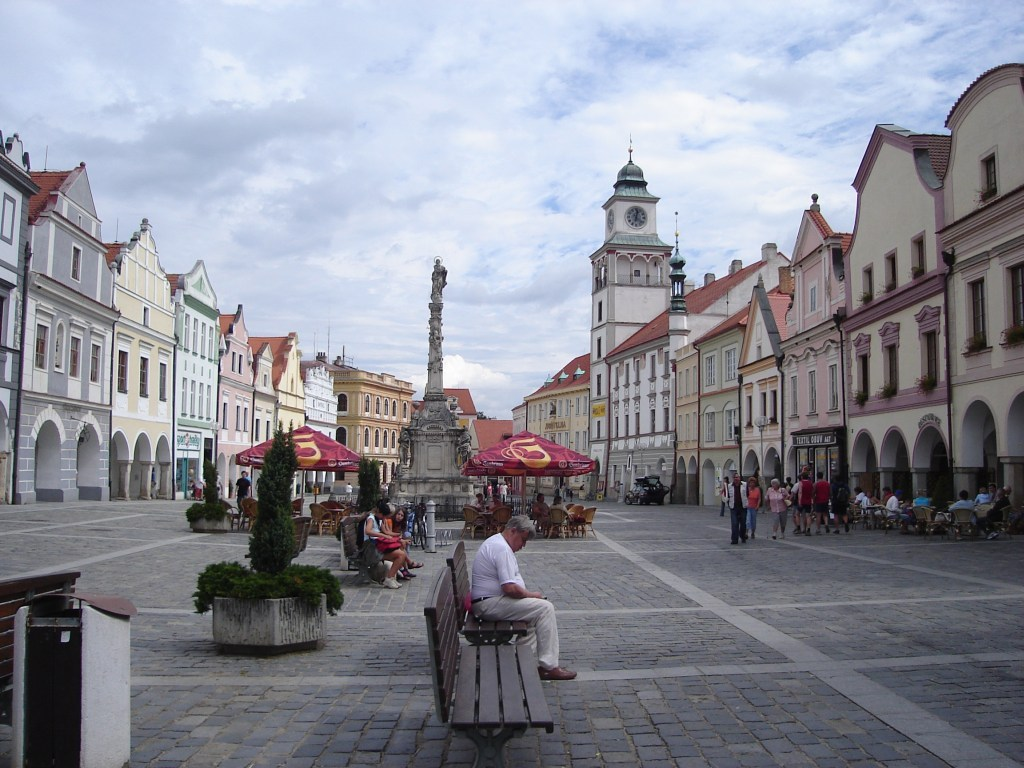

特熱邦是捷克的城鎮，位於該國南部，由南波希米亞州負責管轄，始建於十二世紀中葉，面積98.33平方公里，海拔高度434米，主要經濟活動是旅遊業，2017年人口8,366。

## 景点
- 特热邦城堡
- 圣艾智德堂

## 外部連結
- Official site （页面存档备份，存于）
- Třeboň, the official website of the Czech republic